# Communauté de communes Autour de Chenonceaux Bléré-Val de Cher
La communauté de communes Autour de Chenonceaux Bléré-Val de Cher (anciennement Communauté de communes de Bléré Val de Cher) est une communauté de communes française, située dans le département d'Indre-et-Loire et la région Centre-Val de Loire.

## Historique
- 14 décembre 2000 : création de la communauté de communes.
- 1er janvier 2014 : la commune de Céré-la-Ronde, jusqu'alors membre d'aucune intercommunalité, rejoint la communauté de communes.

## Géographie

### Géographie physique
Située à l'est du département d'Indre-et-Loire, la communauté de communes Autour de Chenonceaux Bléré-Val de Cher regroupe 15 communes et présente une superficie de 326,3 km2.

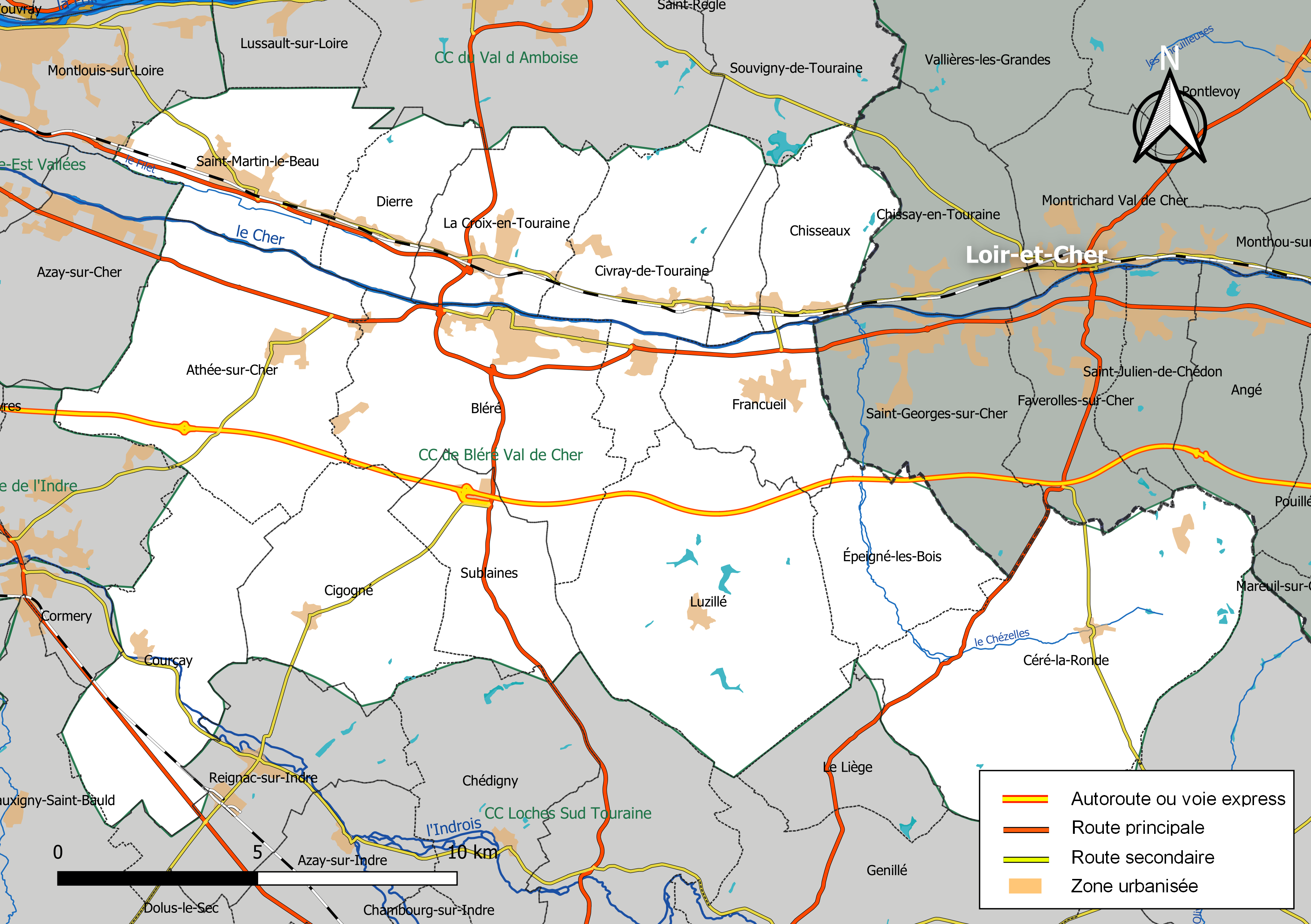
Carte de la communauté de communes Autour de Chenonceaux Bléré Val de Cher au 1er janvier 2019.

### Composition

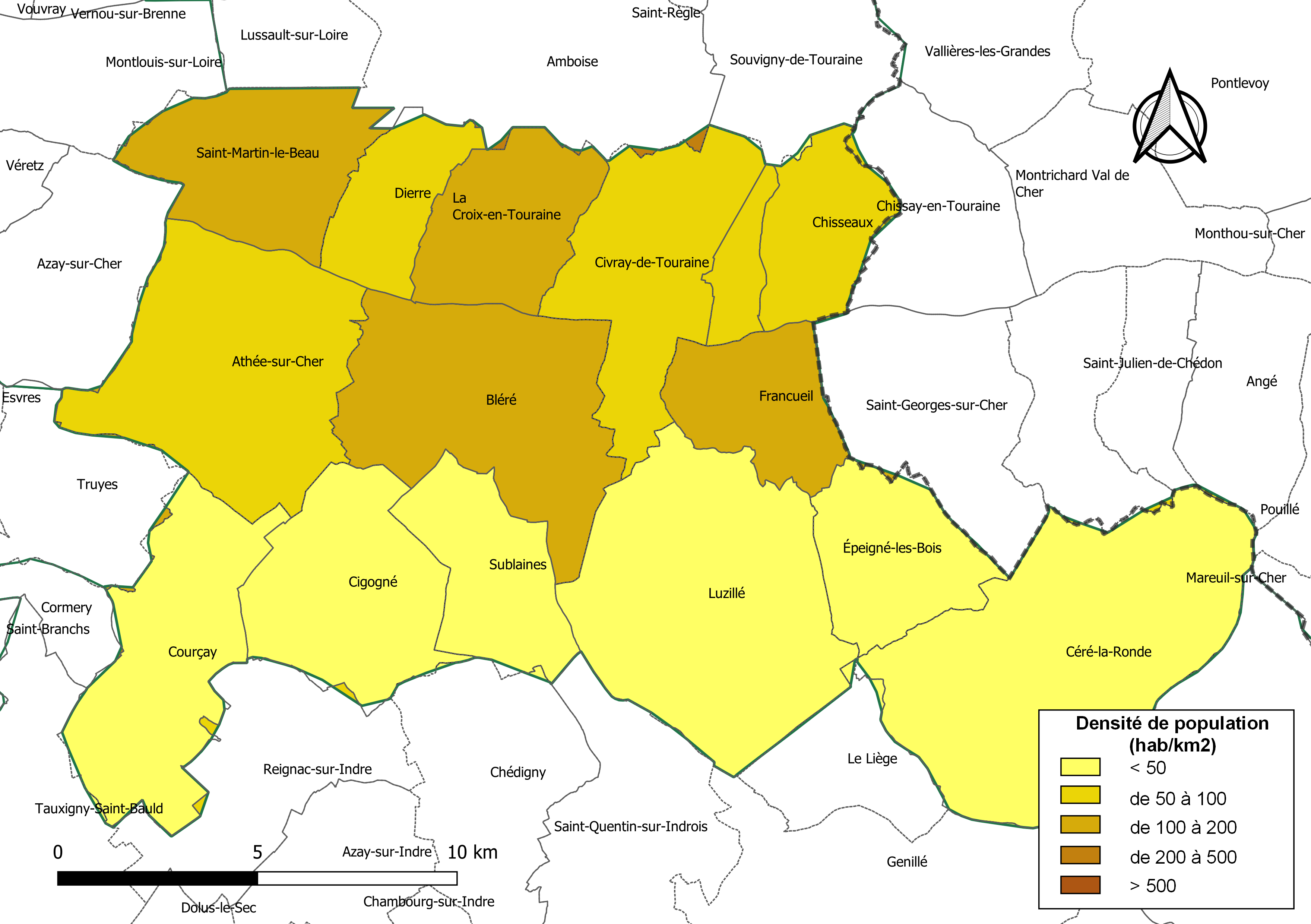
Carte des densités de population (millésimée 2016) des communes de la communauté de communes Autour de Chenonceaux Bléré-Val de Cher. Composition en communes au 1er janvier 2019.

La communauté de communes est composée des 15 communes suivantes :

| Nom                  | Code Insee | Gentilé         | Superficie (km2) | Population (dernière pop. légale) | Densité (hab./km2) |
| -------------------- | ---------- | --------------- | ---------------- | --------------------------------- | ------------------ |
| Bléré (siège)        | 37027      | Blérois         | 30,8             | 5 340 (2022)                      | 173                |
| Athée-sur-Cher       | 37008      | Athégiens       | 34,47            | 2 848 (2022)                      | 83                 |
| Céré-la-Ronde        | 37046      | Céréens         | 49,2             | 424 (2022)                        | 8,6                |
| Chenonceaux          | 37070      | Chenoncellois   | 4,33             | 334 (2022)                        | 77                 |
| Chisseaux            | 37073      | Chisseaussois   | 11,8             | 590 (2022)                        | 50                 |
| Cigogné              | 37075      | Cocognassiens   | 21,79            | 462 (2022)                        | 21                 |
| Civray-de-Touraine   | 37079      | Civraisiens     | 22,88            | 1 828 (2022)                      | 80                 |
| Courçay              | 37085      | Courciquois     | 24,77            | 796 (2022)                        | 32                 |
| La Croix-en-Touraine | 37091      | Crucificiens    | 15,04            | 2 484 (2022)                      | 165                |
| Dierre               | 37096      | Dierrois        | 10,27            | 637 (2022)                        | 62                 |
| Épeigné-les-Bois     | 37100      | Épeignois       | 14,52            | 400 (2022)                        | 28                 |
| Francueil            | 37110      | Francueillois   | 12,91            | 1 453 (2022)                      | 113                |
| Luzillé              | 37141      | Luzillois       | 40,68            | 983 (2022)                        | 24                 |
| Saint-Martin-le-Beau | 37225      | Saint-Martinois | 18,44            | 3 193 (2022)                      | 173                |
| Sublaines            | 37253      | Sublainois      | 14,44            | 176 (2022)                        | 12                 |

## Démographie
La communauté de communes Autour de Chenonceaux Bléré-Val de Cher comptait 21 253 habitants (population légale INSEE) au 1er janvier 2011. La densité de population est de 69,7 hab./km2.

### Évolution démographique
| 1968   | 1975   | 1982   | 1990   | 1999   | 2010   | 2015   | 2021   |
| ------ | ------ | ------ | ------ | ------ | ------ | ------ | ------ |
| 13 270 | 13 616 | 14 947 | 16 648 | 17 655 | 20 641 | 21 436 | 21 624 |

### Pyramide des âges
| Hommes | Classe d’âge | Femmes |
| ------ | ------------ | ------ |
| 1,0    | 90 ans ou +  | 2,3    |
| 8,3    | 75 à 89 ans  | 10,1   |
| 18,2   | 60 à 74 ans  | 19,0   |
| 21,3   | 45 à 59 ans  | 21,0   |
| 18,4   | 30 à 44 ans  | 18,5   |
| 13,7   | 15 à 29 ans  | 12,6   |
| 18,9   | 0 à 14 ans   | 16,5   |

| Hommes | Classe d’âge | Femmes |
| ------ | ------------ | ------ |
| 0,9    | 90 ans ou +  | 2,2    |
| 7,9    | 75 à 89 ans  | 10,2   |
| 17,3   | 60 à 74 ans  | 18,1   |
| 19,8   | 45 à 59 ans  | 19,1   |
| 17,9   | 30 à 44 ans  | 17,2   |
| 18,5   | 15 à 29 ans  | 17,5   |
| 17,6   | 0 à 14 ans   | 15,6   |

## Politique communautaire

### Représentation

#### Présidents de la communauté de communes
| Période | Période  | Identité            | Étiquette        | Qualité                                                                                                   |
| ------- | -------- | ------------------- | ---------------- | --- |
| 2000    | 2008     | Georges Fortier     | UMP              | Maire de Bléré (1995 → 2014)                                                                              |
| 2008    | 2020     | Jocelyne Cochin     | LR               | Maire de La Croix-en-Touraine (2001 → 2020) Conseillère départementale (2015 → )                          |
| 2020    | 2023     | Vincent Louault     | LR puis Horizons | Maire de Cigogné (2014 → 2023) Conseiller départemental (2015 → ) Sénateur d'Indre-et-Loire (depuis 2023) |
| 2023    | En cours | Anne Bayon de Noyer |                  | Maire de Courçay (depuis 2020)                                                                            |

#### Conseil communautaire
Le conseil communautaire de la communauté de communes se compose de 43 conseillers pour la mandature 2020-2026,  répartis comme suit :
| Nombre de conseillers | Communes                            |
| --------------------- | ----------------------------------- |
| 9                     | Bléré                               |
| 6                     | Saint-Martin-le-Beau                |
| 5                     | Athée-sur-Cher                      |
| 4                     | La Croix-en-Touraine                |
| 3                     | Civray-de-Touraine, Francueil       |
| 2                     | Chisseaux, Courçay, Dierre, Luzillé |
| 1                     | Les 5 communes restantes            |

### Compétences
- Aménagement de l'espace communautaire
- Développement économique
- Création ou aménagement et entretien de la voirie d'intérêt communautaire
- Politique du logement social d'intérêt communautaire et action, par des opérations d'intérêt communautaire, en faveur du logement des personnes défavorisées
- Création, entretien et gestion des aires d'accueil des gens du voyage à Chisseaux, Saint-Martin-le-Beau et Bléré
- Tourisme et culture
- Protection et mise en valeur de l'environnement
- Construction, entretien et fonctionnement d'équipements sportifs et scolaires
- Réhabilitation, construction et entretien des bâtiments communautaires

### Projet communautaire
- ÉQUIPEMENTS SPORTIFS COMMUNAUTAIRES;La Communauté gère les équipements sportifs liés au collège du Réflessoir (terrain de football, gymnase du Réflessoir) où elle a déjà investit pour la réhabilitation du sol du gymnase ou encore pour la réfection des buts du terrain extérieur. En 2003, le Conseil Communautaire a décidé la création d’un nouveau Gymnase, baptisé depuis "Gymnase Communautaire des Aigremonts". Ce gymnase est utilisé par les collégiens dans le cadre des cours d’EPS. Il est également prêté gracieusement à plusieurs associations et clubs sportifs pour leurs entraînements ou encore leurs matchs. L’agrandissement de cette structure est prévue. L’extension consisterait en la création d’un dojo, qui pourrait permettre aux collégiens et aux associations de bénéficier d’équipements adéquats pour la pratique des sports de combats et de la gymnastique.
- PISCINE COMMUNAUTAIRE;Une réhabilitation a été lancée afin de remettre cette infrastructure aux normes actuelles. Après quelques déboires de fonctionnement en 2005, la saison estivale 2006 s’est déroulée correctement malgré un mois d’août très maussade. L’Association Aqua Life Saving qui gère désormais les animations de la piscine entend en faire un lieu incontournable de nos étés avec des animations en direction des jeunes et des moins jeunes (aquagym et cours particuliers accessibles à tous). Durant l’hiver, la réfection du sol de la piscine devrait être finalisée. La réhabilitation des vestiaires devrait se faire au cours de l’hiver.

## Pour approfondir